# Echte liefde is te koop
Echte liefde is te koop is een Nederlands nummer van zanger Samuel Welten. Het nummer is het debuut voor Welten en werd op 21 maart 2025 uitgebracht bij het platenlabel Warner Music.
Voorafgaande van het uitbrengen van het nummer deelde Welten op het platform TikTok fragmenten van zijn single, deze fragmenten gingen daarop al viraal. Na het uitbrengen van het nummer op 21 maart 2025, belandde het met bijna 350.000 streams direct op de eerste plaats op Spotify in de Nederlandse lijst.
Een week later behaalde het nummer diverse hitlijsten; zo kwam het op 29 maart 2025 binnen op de eerste plek in de Nederlandse Single Top 100 en op de negentiende plek in de Nederlandse Top 40. Daarnaast kwam het nummer op 5 april 2025 binnen op de vijftigste plek in de Vlaamse Ultratop 50.
Het nummer behaalde eind april 2025 de gouden status, dit zorgde voor de eerste gouden plaat voor Welten.

## Hitnoteringen

### Nederlandse Top 40
| Hitnotering: 29-03-2025 t/m heden | Hitnotering: 29-03-2025 t/m heden | Hitnotering: 29-03-2025 t/m heden | Hitnotering: 29-03-2025 t/m heden | Hitnotering: 29-03-2025 t/m heden | Hitnotering: 29-03-2025 t/m heden | Hitnotering: 29-03-2025 t/m heden | Hitnotering: 29-03-2025 t/m heden | Hitnotering: 29-03-2025 t/m heden | Hitnotering: 29-03-2025 t/m heden | Hitnotering: 29-03-2025 t/m heden | Hitnotering: 29-03-2025 t/m heden | Hitnotering: 29-03-2025 t/m heden | Hitnotering: 29-03-2025 t/m heden | Hitnotering: 29-03-2025 t/m heden | Hitnotering: 29-03-2025 t/m heden | Hitnotering: 29-03-2025 t/m heden | Hitnotering: 29-03-2025 t/m heden | Hitnotering: 29-03-2025 t/m heden | Hitnotering: 29-03-2025 t/m heden | Hitnotering: 29-03-2025 t/m heden |
| Week:                             | 1                                 | 2                                 | 3                                 | 4                                 | 5                                 | 6                                 | 7                                 | 8                                 | 9                                 | 10                                | 11                                | 12                                | 13                                | 14                                | 15                                | 16                                | 17                                | 18                                | 19                                | 20                                |
| --------------------------------- | --------------------------------- | --------------------------------- | --------------------------------- | --------------------------------- | --------------------------------- | --------------------------------- | --------------------------------- | --------------------------------- | --------------------------------- | --------------------------------- | --------------------------------- | --------------------------------- | --------------------------------- | --------------------------------- | --------------------------------- | --------------------------------- | --------------------------------- | --------------------------------- | --------------------------------- | --------------------------------- |
| Positie:                          | 19                                | 2                                 | 2                                 | 2                                 | 2                                 | 3                                 | 4                                 | 4                                 | 6                                 | 8                                 | 10                                | 13                                | 14                                | 16                                | 16                                | 20                                | 21                                | 25                                | 30                                | 32                                |
| Week:                             | 21                                |                                   |                                   |                                   |                                   |                                   |                                   |                                   |                                   |                                   |                                   |                                   |                                   |                                   |                                   |                                   |                                   |                                   |                                   |                                   |
| Positie:                          | 37                                |                                   |                                   |                                   |                                   |                                   |                                   |                                   |                                   |                                   |                                   |                                   |                                   |                                   |                                   |                                   |                                   |                                   |                                   |                                   |

### NederlandseSingle Top 100
| Hitnotering: 29-03-2025 t/m heden | Hitnotering: 29-03-2025 t/m heden | Hitnotering: 29-03-2025 t/m heden | Hitnotering: 29-03-2025 t/m heden | Hitnotering: 29-03-2025 t/m heden | Hitnotering: 29-03-2025 t/m heden | Hitnotering: 29-03-2025 t/m heden | Hitnotering: 29-03-2025 t/m heden | Hitnotering: 29-03-2025 t/m heden | Hitnotering: 29-03-2025 t/m heden | Hitnotering: 29-03-2025 t/m heden | Hitnotering: 29-03-2025 t/m heden | Hitnotering: 29-03-2025 t/m heden | Hitnotering: 29-03-2025 t/m heden | Hitnotering: 29-03-2025 t/m heden | Hitnotering: 29-03-2025 t/m heden | Hitnotering: 29-03-2025 t/m heden | Hitnotering: 29-03-2025 t/m heden | Hitnotering: 29-03-2025 t/m heden | Hitnotering: 29-03-2025 t/m heden | Hitnotering: 29-03-2025 t/m heden |
| Week:                             | 1                                 | 2                                 | 3                                 | 4                                 | 5                                 | 6                                 | 7                                 | 8                                 | 9                                 | 10                                | 11                                | 12                                | 13                                | 14                                | 15                                | 16                                | 17                                | 18                                | 19                                | 20                                |
| --------------------------------- | --------------------------------- | --------------------------------- | --------------------------------- | --------------------------------- | --------------------------------- | --------------------------------- | --------------------------------- | --------------------------------- | --------------------------------- | --------------------------------- | --------------------------------- | --------------------------------- | --------------------------------- | --------------------------------- | --------------------------------- | --------------------------------- | --------------------------------- | --------------------------------- | --------------------------------- | --------------------------------- |
| Positie:                          | 1                                 | 1                                 | 1                                 | 2                                 | 2                                 | 2                                 | 3                                 | 3                                 | 4                                 | 4                                 | 4                                 | 4                                 | 5                                 | 4                                 | 5                                 | 6                                 | 6                                 | 6                                 | 8                                 | 10                                |
| Week:                             | 21                                |                                   |                                   |                                   |                                   |                                   |                                   |                                   |                                   |                                   |                                   |                                   |                                   |                                   |                                   |                                   |                                   |                                   |                                   |                                   |
| Positie:                          | 11                                |                                   |                                   |                                   |                                   |                                   |                                   |                                   |                                   |                                   |                                   |                                   |                                   |                                   |                                   |                                   |                                   |                                   |                                   |                                   |

### VlaamseUltratop 50
| Hitnotering: 05-04-2025 t/m 21-06-2025 05-07-2025 t/m 12-07-2025 | Hitnotering: 05-04-2025 t/m 21-06-2025 05-07-2025 t/m 12-07-2025 | Hitnotering: 05-04-2025 t/m 21-06-2025 05-07-2025 t/m 12-07-2025 | Hitnotering: 05-04-2025 t/m 21-06-2025 05-07-2025 t/m 12-07-2025 | Hitnotering: 05-04-2025 t/m 21-06-2025 05-07-2025 t/m 12-07-2025 | Hitnotering: 05-04-2025 t/m 21-06-2025 05-07-2025 t/m 12-07-2025 | Hitnotering: 05-04-2025 t/m 21-06-2025 05-07-2025 t/m 12-07-2025 | Hitnotering: 05-04-2025 t/m 21-06-2025 05-07-2025 t/m 12-07-2025 | Hitnotering: 05-04-2025 t/m 21-06-2025 05-07-2025 t/m 12-07-2025 | Hitnotering: 05-04-2025 t/m 21-06-2025 05-07-2025 t/m 12-07-2025 | Hitnotering: 05-04-2025 t/m 21-06-2025 05-07-2025 t/m 12-07-2025 | Hitnotering: 05-04-2025 t/m 21-06-2025 05-07-2025 t/m 12-07-2025 | Hitnotering: 05-04-2025 t/m 21-06-2025 05-07-2025 t/m 12-07-2025 | Hitnotering: 05-04-2025 t/m 21-06-2025 05-07-2025 t/m 12-07-2025 | Hitnotering: 05-04-2025 t/m 21-06-2025 05-07-2025 t/m 12-07-2025 | Hitnotering: 05-04-2025 t/m 21-06-2025 05-07-2025 t/m 12-07-2025 | Hitnotering: 05-04-2025 t/m 21-06-2025 05-07-2025 t/m 12-07-2025 |
| Week:                                                            | 1                                                                | 2                                                                | 3                                                                | 4                                                                | 5                                                                | 6                                                                | 7                                                                | 8                                                                | 9                                                                | 10                                                               | 11                                                               | 12                                                               |                                                                  | 13                                                               | 14                                                               |                                                                  |
| ---------------------------------------------------------------- | ---------------------------------------------------------------- | ---------------------------------------------------------------- | ---------------------------------------------------------------- | ---------------------------------------------------------------- | ---------------------------------------------------------------- | ---------------------------------------------------------------- | ---------------------------------------------------------------- | ---------------------------------------------------------------- | ---------------------------------------------------------------- | ---------------------------------------------------------------- | ---------------------------------------------------------------- | ---------------------------------------------------------------- | ---------------------------------------------------------------- | ---------------------------------------------------------------- | ---------------------------------------------------------------- | ---------------------------------------------------------------- |
| Positie:                                                         | 50                                                               | 10                                                               | 18                                                               | 11                                                               | 8                                                                | 19                                                               | 14                                                               | 26                                                               | 35                                                               | 28                                                               | 33                                                               | 29                                                               | uit                                                              | 48                                                               | 49                                                               | uit                                                              |